# Tawi-tawi csillagosgalamb
A Tawi-tawi csillagosgalamb vagy más néven Sulu-szigeteki csillagosgalamb (Gallicolumba menagei) a madarak (Aves) osztályának galambalakúak (Columbiformes) rendjébe és a galambfélék (Columbidae) családjába tartozó faj.

## Elterjedése
A Fülöp-szigetekhez tartozó Sulu-szigeteken honos. Az élőhely pusztulása és a vadászat miatt egyedszáma vészesen alacsony. Becslések szerint nagyjából 50 egyed.

## Megjelenése
Hossza 30 centiméter.Közepes méretű rovidfarkú galamb. Melle fehér. Homloka sötétszürke, tarkója sötétzöld, tollköpenye zöld. Könnyen összetéveszthető a szürkefülű gyümölcsgalambbal (Phapitreron cinereiceps), mely a Sulu-szigeteken szintén endemikus.